# Nova Gora nad Slovensko Bistrico
Nova Gora nad Slovensko Bistrico este o localitate din comuna Slovenska Bistrica, Slovenia.